# Braunston-in-Rutland
Braunston-in-Rutland è un villaggio e parrocchia civile dell'Inghilterra, appartenente alla contea del Rutland.